# أرسثينول
أرسثينول (بالإنجليزية: Arsthinol)‏ هو دواء مضاد للأوليات. صنع بداية في عام 1949م على يد العالم (Ernst A.H Friedheim إيرنست فريدهم).
يصنع أرسثينول من مادتي اسيتراسول و3,2-ثنائي الماركبتوا بروبانول (ديمركابرول).يستخدم أرسثينول بشكل فعال ضد داء الأميبات (amoebiasis) وداء العليقي وسوق بالعلامة التجارية بالرسين (حبوب 0.1غرام) (Balarsen, Tablets, 0.1 g) لعدة سنوات. حديثا تجري عليه دراسات للتحقق من فعاليته ضد السرطان.  
| | |
| تسمية الاتحاد الدولي للكيمياء البحتة والتطبيقية (أيوباك) (2-هيدروكسي-5-(4-(هايدروكسي ميثل)-2,3,1-ثنائي الثايرسولان-2-ايل)فينل)اسيتاميد            | تسمية الاتحاد الدولي للكيمياء البحتة والتطبيقية (أيوباك) (2-هيدروكسي-5-(4-(هايدروكسي ميثل)-2,3,1-ثنائي الثايرسولان-2-ايل)فينل)اسيتاميد |
| المعرفات | المعرفات |
| --- | --- |
| رقم CAS | 119-96-0 |
| ثلاثي الابعاد (JSmol) | |
| كيم سبايدر(chemspider) | 8107 |
| بطاقة المعلومات (ECHA InfoCard) | 100.003.965 |
| ( EC number) رقم التصنيف الإنزيمي | 204-361-7 |
| كيغ (KEGG) | D07356 |
| بوب كيم (pubchem) | 8414 |
| UNIL | QNT09A162Y |
| InChl | |
| · InChI=1S/C11H14AsNO3S2/c1-7(15)13-10-4-8(2-3-11(10)16)12-17-6-9(5-14)18-12/h2-4,9,14,16H,5-6H2,1H3,(H,13,15) Y Key: MRUDSZSRLQAPOG-UHFFFAOYSA-N | |
| · InChI=1S/C11H14AsNO3S2/c1-7(15)13-10-4-8(2-3-11(10)16)12-17-6-9(5-14)18-12/h2-4,9,14,16H,5-6H2,1H3,(H,13,15) Y Key: MRUDSZSRLQAPOG-UHFFFAOYSA-N | |
| SMILES | |
| CC(=O)NC1=C(O)C=CC(=C1)[As]1SCC(CO)S1 | |
| O=C(Nc2cc([As]1SCC(S1)CO)ccc2O)C | |
| الخصائص | |
| الصيغة الجزيئية | C11H14AsNO3S2 |
| الكتلة المولية | 347.28 غرام*مول−1 |
| علم الادوية | |
| ATC CODE | (P01AR01 (WHO (QP51AD01 (WHO |
| طرق اعطاء الدواء | عن طريق الفم |
| حركية الدواء: | |
| عملية الأيض | 89% بالكبد |
| هذه المعلومات تم قياسها عند الظروف القياسية (25 درجة سيلسيوس (77 درجة فهرنهايت), 100 كيلوباسكال )                                                 | |